# Feliniopsis
Feliniopsis är ett släkte av fjärilar. Feliniopsis ingår i familjen nattflyn.

## Bildgalleri

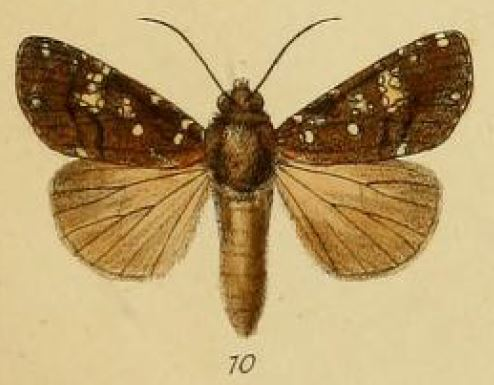
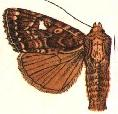
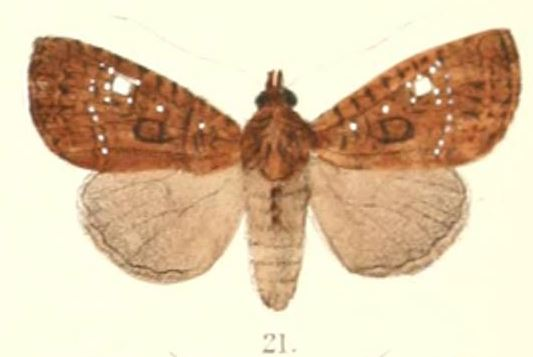
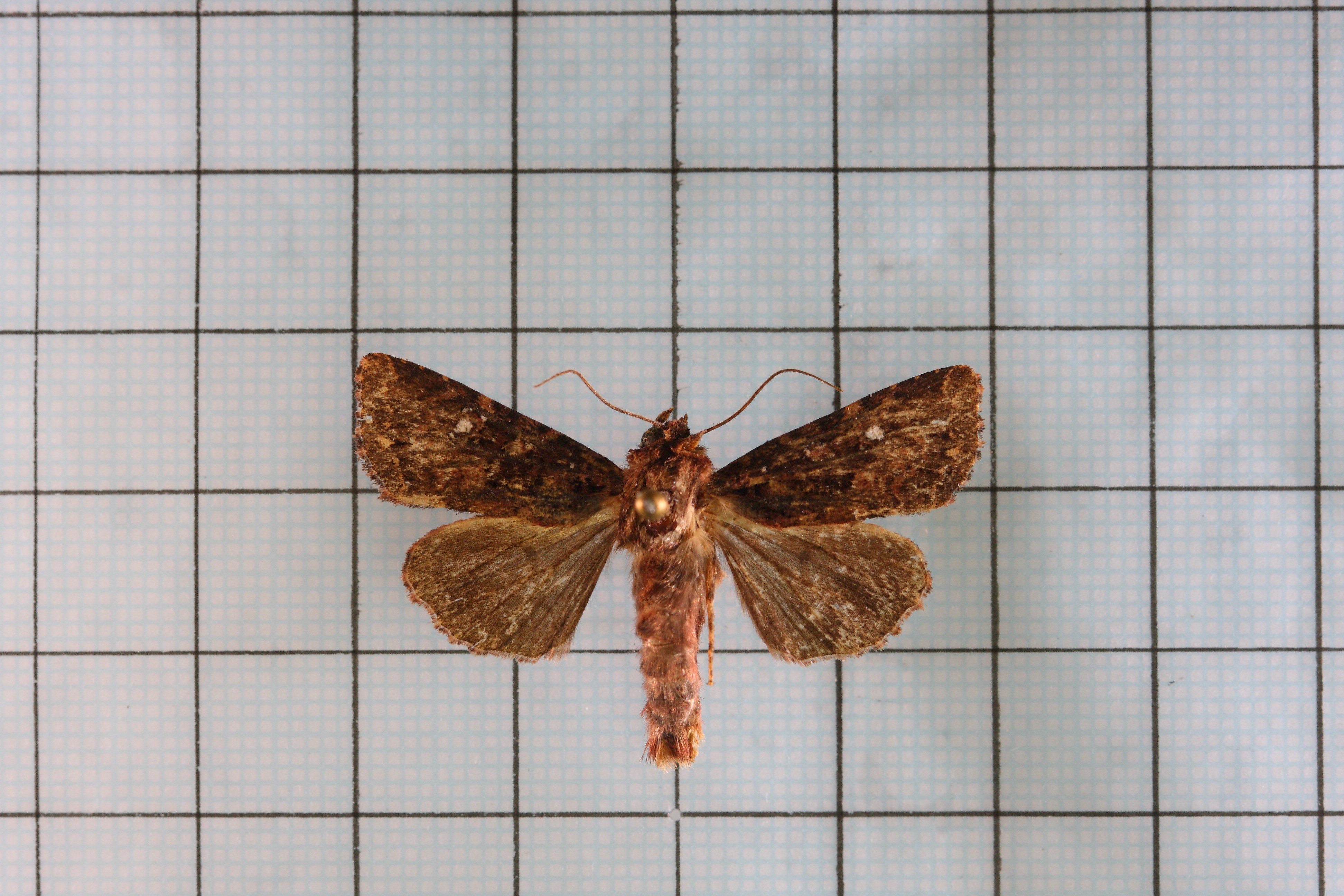
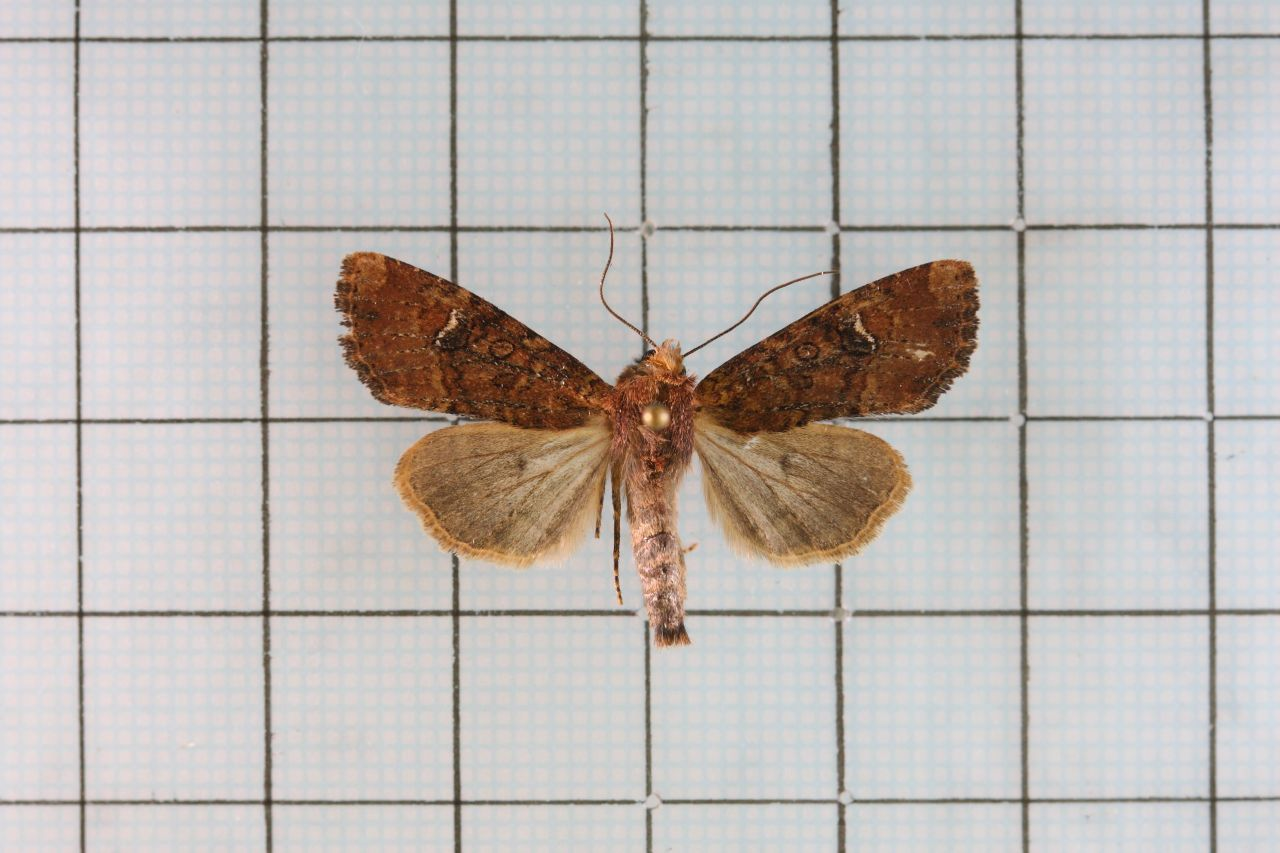

## Dottertaxa tillFeliniopsis, i alfabetisk ordning[1]
- Feliniopsis africana
- Feliniopsis albicincta
- Feliniopsis albilineata
- Feliniopsis albiorbis
- Feliniopsis alborenalis
- Feliniopsis annosa
- Feliniopsis annulata
- Feliniopsis anuosoides
- Feliniopsis berioi
- Feliniopsis breviuscula
- Feliniopsis confundens
- Feliniopsis confusa
- Feliniopsis connivens
- Feliniopsis connotata
- Feliniopsis constellata
- Feliniopsis consummata
- Feliniopsis dargei
- Feliniopsis depunctata
- Feliniopsis dinawa
- Feliniopsis dinawana
- Feliniopsis discisignata
- Feliniopsis distans
- Feliniopsis duponti
- Feliniopsis fusca
- Feliniopsis germainae
- Feliniopsis grisea
- Feliniopsis gueneei
- Feliniopsis hoplista
- Feliniopsis hosplitoides
- Feliniopsis hyperythra
- Feliniopsis hyposcota
- Feliniopsis incerta
- Feliniopsis indistans
- Feliniopsis inextricans
- Feliniopsis ivoiriensis
- Feliniopsis leucostigma
- Feliniopsis leucura
- Feliniopsis ligniensis
- Feliniopsis macrostigma
- Feliniopsis margarita
- Feliniopsis medleri
- Feliniopsis milloti
- Feliniopsis nabalua
- Feliniopsis nigribarbata
- Feliniopsis niveipuncta
- Feliniopsis opposita
- Feliniopsis oxydata
- Feliniopsis peridela
- Feliniopsis phoenicolopha
- Feliniopsis prominens
- Feliniopsis quadrisigna
- Feliniopsis quadrispina
- Feliniopsis rufomacula
- Feliniopsis satellitis
- Feliniopsis securifera
- Feliniopsis segreta
- Feliniopsis septentrionalis
- Feliniopsis siderifera
- Feliniopsis somaliensis
- Feliniopsis subdistans
- Feliniopsis subnigrata
- Feliniopsis subsagula
- Feliniopsis tamsi
- Feliniopsis tenera
- Feliniopsis theryi
- Feliniopsis thoracica
- Feliniopsis tulipifera
- Feliniopsis uniformis
- Feliniopsis virilis